# Waco CG-15
Waco CG-15 – amerykański szybowiec wojskowy z okresu II wojny światowej

## Historia
W 1943 roku w firmie Waco Aircraft Company na podstawie wprowadzonego do produkcji seryjnej szybowca Waco CG-4 opracowano nowy szybowiec, z uwagi na to, że zmiany w konstrukcji były znaczne uznano, że jest to nowa konstrukcja otrzymał on oznaczenie CG-15. Zbudowano dwa prototypy tych szybowców.
W krótkim czasie po próbach prototypów rozpoczęto jego produkcję seryjną, a seryjne szybowce otrzymały oznaczenie CG-15A, która trwała kilka miesięcy, wyprodukowano 427 szybowców tego typu.
W 1945 roku jeden z szybowców przebudowano na motoszybowiec montując na skrzydłach dwa silniki gwiazdowe Jacobs R-755-9 o mocy 245 KM (180 kW). Motoszybowiec ten nie wszedł do produkcji seryjnej.

## Użycie w lotnictwie
Szybowce były używane do oddziałach powietrznodesantowych armii amerykańskiej w końcowym okresie wojny.

### Opis konstrukcji
Szybowiec Waco CG-15 był górnopłatem zastrzałowym o konstrukcji mieszanej. Konstrukcja kadłuba kratownicowa, ze spawanych rur. Kadłub kryty płótnem. Płaty prostokątne z zaokrąglonymi końcówkami, były wyposażone w klapy tylne o konstrukcji drewnianej. Płat podparty był jednym zastrzałem. Kabina załogi zakryta z bocznymi drzwiami, wewnątrz kadłuba znajdowała się miejsca dla 13 żołnierzy z pełnym wyposażeniem. Szybowiec mogli oni opuścić drzwiami w bocznej ścianie lub przez uchylenie do góry kabiny pilotów.